# Place René-Laennec
La place René-Laennec est une place située dans le 7e arrondissement de Paris, en France.

## Situation et accès
La place René-Laennec est située sur la zone centrale à l’intersection de la rue de Babylone et de la rue Chomel.
Elle est accessible par la ligne 12 à la station Sèvres-Babylone.

## Origine du nom
La place rend hommage à René Laennec, né en 1781 à Quimper, médecin et découvreur du stéthoscope. Ancien chef de service Necker, il devient titulaire de la chaire de Médecine du Collège de France en 1822, puis professeur de clinique à l’hôpital de la Charité en 1823. Cette même année, il succède à la chaire de Clinique médicale de Corvisart à la Faculté de médecine de Paris et entre à l’Académie de médecine. Il meurt de la tuberculose  en 1826 à Ploaré dans le Finistère.

## Historique
La place tient son nom d’une délibération du conseil de Paris en octobre 2013, à la fin du mandat de Bertrand Delanoë.

## Bâtiments remarquables et lieux de mémoire
- Le Bon Marché